# زيت الماكاسر

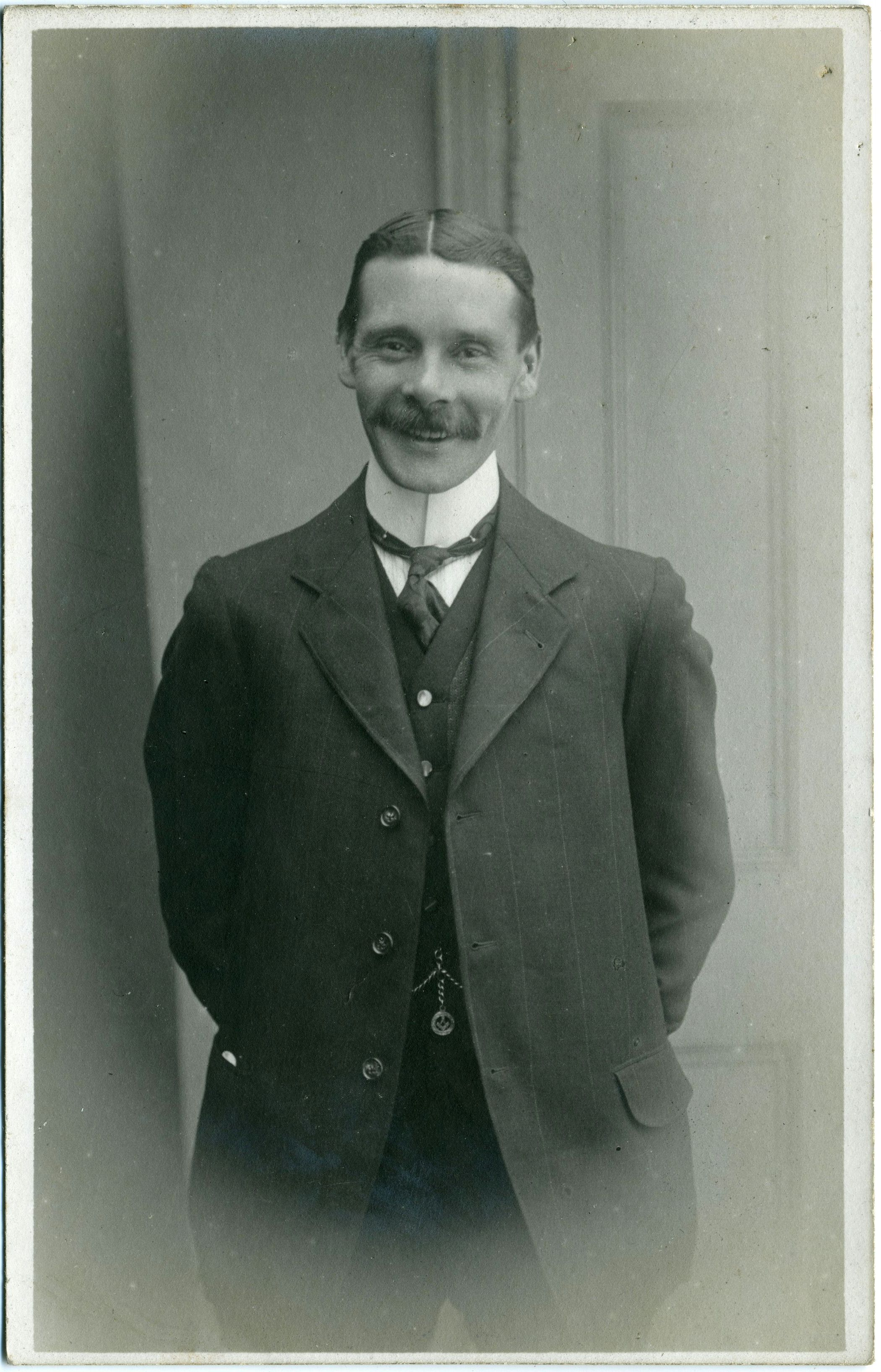
رجل صغير السن في كنت بإنجلترا في حوال 1903 إلى 1914 شعره مصفف بزيت الماكاسر

زيت الماكاسر هو زيت مخلط كان استخدامه الرئيسي هو تصفيف شعر الرجال في العصر الفيكتوري والإدواردي حيث أنه كان بمثابة بلسم أو منعم للشعر.
اشتهر زيت الماكاسر على يد أليكسندر رولاند (1747-1823) وهو مصفف شعر كان ذائع الصيت حينها في لندن. لم يكن غريبًا على مصففي الشعر حينها أن يصنعوا منتجات الشعر الخاصة بهم، وفي حوالي 1783 بدأ رولاند في تقديم زيت الماكاسر. وفي خلال عقدين، أصبح الزيت شهيرًا للغاية وكانت له دعاية قوية تزعم فاعلية مذهلة. يُعد هذا المنتج واحدًا من أوائل المنتجات التي تمت الدعاية لها على المستوى الوطني.
سجل أليسكاندر رولاند وأولاده اسم «زيت الماكاسر» علامة تجارية في 1888. قال ابن رولاند (واسمه أليكساندر أيضًا) فيما بعد أن قريبًا لهم يعيش في سولاوسي في الهند الشرقية الهولندية من هو من ساعدهم في الحصول على المكونات الأساسية.
عادة ما يُصنع زيت الماكاسر عن طريق خلط زيت جوز الهند أو زيت النخيل أو زيت الشليشيرا الزيتونية، مع زيت اليلانج يلانج (الذي يتم الحصول عليه عن طريق معالجة أزهار شجر اليلانج يلانج) وغير ذلك من الزيوت العطرية.
سُمي زيت الماكاسر بهذا الاسم لأن شاع عنه أنه يُصنع من مكونات مستوردة من مرفأ مدينة ماكاسار في إندونيسيا. كتب عنه الشاعر الإنجليزي اللورد بايرون ساخرًا «زيت الماكاسر الذي لا مثيل له» وذلك في أول مقطع من قصيدة «دون خوان». كما ذكرته أيضًا لويس كارول في قصيدة «عيني الحدوق» حيث قالت «زيت الماكاسر من رولاند» وذلك في كتاب «عبر المرآة».
تمت صناعة واقايات الماكاسر بسبب سهولة انتقال الزيت من الشعر إلى ظهر المقاعد. وواقيات الماكاسر هي قطع صغيرة من القماش (يُمكن ان تكون من الكروشيه، أو مطرزة، أو مُصنعة بكميات) التي تُوضع على ظهر المقعد لحماية التنجيد من البقع.

## وصلات خارجية
- اليلانج يلانج
- زيت الماكاسر للشعر